# Municipio de Lake (condado de Greene)
El municipio de Lake (en inglés: Lake Township) es un municipio ubicado en el condado de Greene en el estado estadounidense de Arkansas. En el año 2010 tenía una población de 205 habitantes y una densidad poblacional de 2,62 personas por km².

## Geografía
El municipio de Lake se encuentra ubicado en las coordenadas 36°6′13″N 90°20′30″O / 36.10361, -90.34167. Según la Oficina del Censo de los Estados Unidos, el municipio tiene una superficie total de 78.24 km², de la cual 77,89 km² corresponden a tierra firme y (0,45 %) 0,35 km² es agua.

## Demografía
Según el censo de 2010, había 205 personas residiendo en el municipio de Lake. La densidad de población era de 2,62 hab./km². De los 205 habitantes, el municipio de Lake estaba compuesto por el 97,07 % blancos, el 0,49 % eran asiáticos, el 1,46 % eran de otras razas y el 0,98 % eran de una mezcla de razas. Del total de la población el 1,46 % eran hispanos o latinos de cualquier raza.